# Forn de calç de la devesa del Domingo
El Forn de calç de la devesa del Domingo és una obra de Bellver de Cerdanya (Baixa Cerdanya) inclosa a l'Inventari del Patrimoni Arquitectònic de Catalunya.

## Descripció
Situat als voltants del camí dels Boixos, que comunica Santa Magdalena amb la Serra de l'Artic.
Té un diàmetre de 3 metres aproximadament, i una fondària aproximada de 3 metres a la part més alta. Diversos avellaners a l'interior de l'antic forn, i altra vegetació arbustiva. L'estructura de l'antic forn està força malmesa, però presenta alguns sectors on es pot apreciar els murs de pedra seca, i s'intueix l'antiga forma i grandària d'aquest. Pel substrat geològic de la zona, les roques del forn presenten gammes vermelloses.